# Peugeot Typ 126

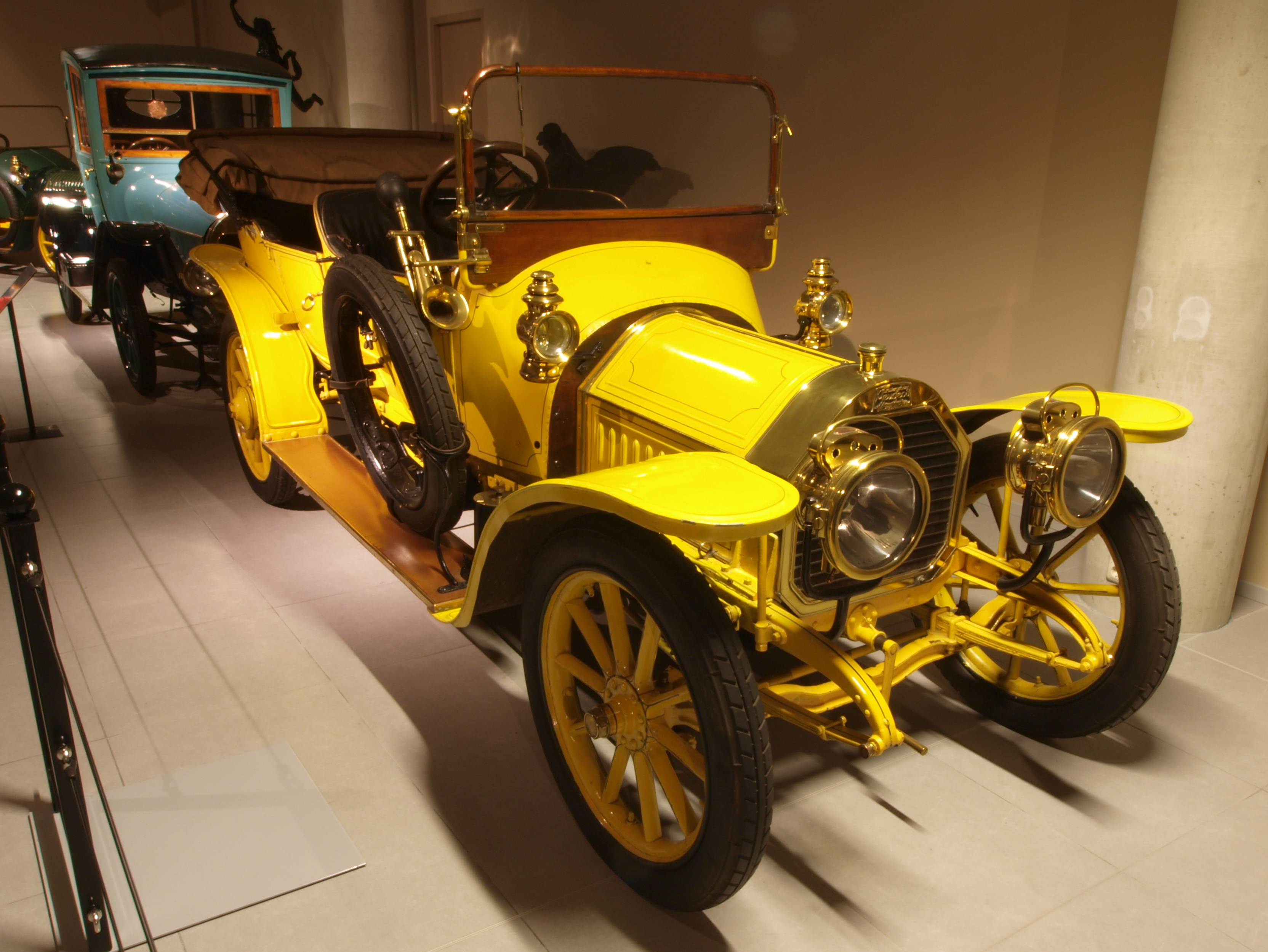
Peugeot Type 126 im Louwman Museum

Der Peugeot Typ 126 ist ein frühes Automodell des französischen Automobilherstellers Peugeot, von dem 1910 im Werk Audincourt 350 Exemplare produziert wurden. Ein erhaltenes Fahrzeug ist im Louwman Museum in Den Haag ausgestellt.
Die Fahrzeuge besaßen einen Vierzylinder-Viertaktmotor, der vorne angeordnet war und über Kardan die Hinterräder antrieb. Der Motor leistete aus 2212 cm³ Hubraum 12 PS. Die Höchstgeschwindigkeit betrug 55 km/h.
Bei einem Radstand von 299,5 cm betrug die Spurbreite 128 cm. Die Karosserieform Torpedo bot Platz für vier Personen.